# Olszanica (gromada)
Olszanica – dawna gromada, czyli najmniejsza jednostka podziału terytorialnego Polskiej Rzeczypospolitej Ludowej w latach 1954–1972.
Gromady, z gromadzkimi radami narodowymi (GRN) jako organami władzy najniższego stopnia na wsi, funkcjonowały od reformy reorganizującej administrację wiejską przeprowadzonej jesienią 1954 do momentu ich zniesienia z dniem 1 stycznia 1973, tym samym wypierając organizację gminną w latach 1954–1972.
Gromadę Olszanica z siedzibą GRN w Olszanicy utworzono – jako jedną z 8759 gromad na obszarze Polski – w powiecie leskim w woj. rzeszowskim na mocy uchwały nr 25/54 WRN w Rzeszowie z dnia 5 października 1954. W skład jednostki weszły obszary dotychczasowych gromad Olszanica, Rudenka i Stefkowa ze zniesionej gminy Olszanica w tymże powiecie. Dla gromady ustalono 14 członków gromadzkiej rady narodowej.
W 1971 roku gromada Olszanica liczyła 2096 mieszkańców, zamieszkujących miejscowości: Olszanica (1223), Rudenka (232) i Stefkowa (550).
1 listopada 1972, w związku ze zniesieniem powiatu leskiego, gromada weszła w skład nowo utworzonego powiatu bieszczadzkiego w tymże województwie.
Gromada przetrwała do końca 1972 roku, czyli do kolejnej reformy gminnej. 1 stycznia 1973 – tym razem w powiecie bieszczadzkim – reaktywowano gminę Olszanica (od 2002 gmina Olszanica znajduje się ponownie w powiecie leskim).